# 橋本瑠果
橋本 瑠果（はしもと るか、1999年9月25日 - ）は、日本の女優、タレントであり、女性アイドルグループ・アイドリング!!!の元メンバー。神奈川県出身。
同じくアイドリング!!!などのグループのメンバーとして活動した橋本楓は実姉。

## 略歴

### アイドリング!!!時代（2013年 - 2015年）
2013年
芸能事務所ビスケットエンターティメント（ワタナベエンターテインメント）に所属し、ワタナベガールズ入り。女性アイドルグループ・アイドリング!!!新メンバーオーディションに応募。
7月、アイドリング!!!メンバーに選出され、33号として加入。
8月、自身を含む5人は、アイドリングNEOとして活動することがアナウンスされる。
11月、アイドリングNEO『mero mero』でCDデビュー。日本音楽事業者協会の広報誌『音事協 magazine』vol.25で表紙。
12月、姉の橋本楓と共に、ファッションブランド・SPINNSの「双子コーデ」モデルに選出される。
2014年
5月、『B.L.T.』2014年7月号にて初グラビア。
7月、活動中のアイドリングNEOが「NEO fromアイドリング!!!」と改名。
2015年 アイドリング!!!卒業
4月、初の舞台『ラストホリディ2015〜終わらない歌〜』で主演。
6月、主演オリジナルビデオ『ぞくり。3 怪談夜話〜奇妙な呪い〜』（「ランニング」主演）がリリース。
7月、出演舞台『ステージII』が上演。
8月、出演舞台『パックンちょ』が上演。
10月、NEO fromアイドリング!!!の活動が終了し、2年以上在籍したアイドリング!!!を卒業。

### 女優活動（2015年 - 2018年）
11月、出演舞台『この世の果てまで』が上演。
12月、出演舞台『モンパルナスの洋菓子店』が上演。ティーン・ファッション誌『ラブベリー』が3年9ヶ月ぶりに復刊し、初のモデル誌へレギュラー出演。
2016年
1月、出演舞台『幸せはピンクのアメ車に乗ってやってくる』が上演。
2月、主演舞台『陰陽よろず屋 開業中!』が上演。姉の楓が在籍するアイドルユニット・ChocoLeのメンバーに、自身を加えた期間限定ガールズ・ユニット「ビターチョコレート」を結成。
3月、主演舞台『てーきゅう〜先輩とめぐりあう時間たち〜ディレクターズカット』が上演。
4月、主演舞台『失神タイムスリドル』が上演。
5月、出演舞台『ウェディング&ハプニング』が上演。
8月、「どる☆NEO」およびビターチョコレートの名義で大型アイドルイベント『TOKYO IDOL FESTIVAL 2016』に参加。主演舞台『アリスインデッドリースクール パラドックス』が上演。
9月、主演舞台『楽屋-流れ去るものはやがてなつかしき-』が上演。
10月、NEO fromアイドリング!!!時代の恩師・伊秩弘将が主催する定期ライブ『IJICHI's Living Door』に参加。
11月、声優・吹き替えに初挑戦したフランス映画『プロヴァンスの休日』(DVD）が発売。
2017年
1月、準主演舞台『憑依だよ! 栗山ハルコさん』が上演。舞台終了に伴い、期間限定であったビターチョコレートの活動が終了。
2月、舞台『戦国降臨ガール・インターナショナル』が台湾で上演され、初の海外公演出演。また、関連ユニット「コールマスターズ」名義でライブ公演参加。
5月、出演舞台『死なない男は棺桶で二度寝する』『オハヨウ夢見モグラ』で同日二本立て公演に初挑戦。
7月、短編舞台『榊原さんは永遠に憂鬱なのかもしれない』が上演され、複数シナリオの配役を演じる。
8月、準主演舞台『追放選挙』が上演され、表現が難しい2次元AIの配役を演じる。
10月、出演舞台『野畑の飼ってた宇宙人』が上演。
11月、アイドリング!!!OGが集結した次世代への新番組『アイドルING!!!』に参加。
2018年
2月、ワタナベガールズだけの出演舞台『四人』が上演。
4月、出演舞台『GJ』が上演。
5月、出演舞台『バック・トゥ・ザ・君の笑顔〜お江戸でござる〜』が上演。
7月、出演舞台『猫と犬と約束の燈2018-夏』が上演。
8月、『TOKYO IDOL FESTIVAL 2018』に客演し、2年ぶりに参加。
11月、コーエーテクモゲームス舞台化作品『信長の野望・大志 -冬の陣-』に出演。
12月、出演朗読劇『天使の図書室 Vol.5』が上演。約6年間在籍したビスケットエンターティメントを退所。芸能界からの離脱を公表した（引退宣言は無し）。

### フリーランス（2019年 - ）
2019年8月、『TOKYO IDOL FESTIVAL 2019』の10周年企画としてNEO fromアイドリング!!!が4年ぶり1日限りの復活を果たし、個人でも昨年に続き特別参加。
2020年10月末、古巣アイドリング!!!最後の同窓会番組『バカリズム特番』に参加。
2021年6月、姉の楓とともにセレクトショップ「Emily」を立ち上げる。
2022年4月、オンラインでのファンミーティングを姉の楓とともに開催、久方ぶりの芸能活動となった。

## 人物
特技は、側転・ソフトテニス・デコレーション。趣味は、買い物。憧れの有名人はベッキー。当面の目標は、バラエティー番組出演や雑誌モデルを志望している。
- 芸能界入り

中学1年生の時にはエイベックスやLDHのオーディションを受けて選考に残っていたが、姉・橋本楓が所属するワタナベエンターテインメントから「アイドリング!!!に興味ない?」との誘いがあり、同事務所に所属して新メンバー・オーディションを受け合格した。
- 3姉妹

愛称は「るかぴょん」。橋本3姉妹の末女。アイドリング!!!の同僚でもあった橋本楓は次女で、長女もアイドリング!!!の新メンバーとして登場した事がある。次姉の楓とは互いに「かえで」「るか」と呼び合い、長姉の夏希を「なっち」と呼んでいる。

## グループ活動

### アイドリング!!!関連
- NEO期生

アイドリング!!!ナンバーは33号。イメージフラワーはカーネーション。イメージカラーはピンク（NEO fromアイドリング!!!では黄色）。加入時よりメンバーの中では最年少であった。歴代メンバーの内、古橋舞悠・関谷真由・佐藤麗奈・佐藤ミケーラ倭子とは同期で、共にNEO fromアイドリング!!!のメンバーでもあった。
NEO期メンバーは最終審査まで、瑠果が橋本楓の妹だとは知らなかったと述べている。逆に、先輩メンバーとは加入前から顔見知りであり、特に同学年の清久レイアとは、加入前に清久の家に泊まりに行ったことがある程の仲であった。新メンバーとして登場した際には、事前に候補者が公表されていなかったこともあって、ステージ上が騒然となった。
- 愛称 / キャラクター

愛称は姉・楓が「かえぴょん」と呼ばれている事から、加入早々に「るかぴょん」で定着した。番組MCのバカリズムは、楓のことは「かえでちゃん」と呼んでいるが、メンバーに同名異字の「るか」（倉田瑠夏）もいることから、楓より年下にもかかわらず「橋本さん」と呼ぶ。
おっとりした姉・楓とは違い、明朗快活で言動もハキハキして弁が立つタイプ。加入当初は身長144 cmと、160 cm以上ある姉達に比べ小柄であったが、加入後しばらくしてから急激に身長が伸び、メンバー最小ではなくなっている。しかし一般的な同年代と比べて容貌は幼く、メンバーからは「小学生」といじられることがあった。
- 号泣キャラ

2013年加入当初の意識調査で「アイドリング!!!の引退時期は25歳ぐらいまでと思うので、適齢期の遠藤舞さんは卒業ですね」と冗談交じりに話した事が、同年12月の13thライブで遠藤の卒業が発表され現実となり、号泣のあまり声がガラガラになってしまった。その後も、遠藤のグループ卒業に関連した行事の場では、最も涙している。以来、番組でメンバー卒業企画（リハーサル含む）を実施した際には代表として、送別の手紙を泣きながら読むのが恒例化していた。
- メンバーとの関係

歴代メンバーの内、実姉の橋本楓と、小泉瑠美（トライストーン・エンタテイメントに移籍）・三宅ひとみ・高橋胡桃・玉川来夢は同じ事務所に所属。グループ最年少で先輩メンバーから可愛がられ、特に三宅からは寵愛を受けている。

#### アイドリング!!!卒業
2015年10月末日、アイドリング!!!の活動終了に伴いグループを卒業した。2年3ヶ月在籍し、シングル3枚・アルバム2枚参加などの実績を残している。レギュラー番組『アイドリング!!!』にも同期間200回以上出演した。
- 卒業コメント

「自分がアイドルになろうとは夢にも思わなかった。派生ユニット・NEOの活動など色んな経験をさせて貰い、神原孝プロデューサーをはじめスタッフには感謝している」と語っている。そして、アイドリング!!!番組MCバカリズム升野に対しては特に謝意を示し、「メンバーの特性を把握している升野だからこそ、演出が成立してきたと思う。とても感謝している」と、それぞれに感謝の念を述べている。

#### NEO fromアイドリング!!!関連
2013年8月、アイドリング!!!の派生ユニット・アイドリングNEO（現・NEO fromアイドリング!!!）に一員として参画した。母体アイドリング!!!に伴う活動の終了まで在籍し、シングル4枚・アルバム1枚参加などの実績を残している。
2015年春からの5人体制以降は、フォーメーションのセンターに位置する事が多かった。体躯やルックスなどを考慮した結果だと、メンバーは明かしている。

### ビターチョコレート関連
アイドリング!!!卒業後の2016年2月末、アイドルユニット・ChocoLeに籍を置く姉・橋本楓と高橋胡桃・玉川来夢、それに自身を加えた4名で新ユニット「ビターチョコレート」を結成。
ポップンマッシュルームチキン野郎主宰・吹原幸太ら、有力脚本・演出家が協力の新演劇プロジェクト『ホットポットクッキング』の舞台に連動した、期間限定のユニットとして企画されたもので、メンバーは主演舞台やライブイベント等で活動をした。ユニット名は、その主演舞台で演じるアイドルグループの名でもあり、「ChocoLeに似たのは偶然で驚いた」とメンバーは述べている。また、「ChocoLeから進化したもの」だとも説明している。
当該の舞台は2016年春に終了したものの、次作の『ホットポットクッキング』名義の舞台化継続が公表された。それに伴いユニット活動も継続の延長していたが、2017年初頭 第2弾舞台の限定期間終了に伴い一旦活動を終了した。その後同年夏にも第3弾舞台が企画されたが、ユニットとの関連性を明らかにしないままで上演。後にメンバーから「ビターチョコレート」としての活動は、第2弾舞台が最後であった事が明かされた。

## 出演

### テレビ番組
レギュラー・特別出演
- アイドリング!!! (2013年8月 - 2015年10月、フジテレビワンツーネクスト)
- アイドリング!!! (地上波版) (2013年8月 - 2015年11月、フジテレビ・フジテレビONE)
- バカリズム特番（2020年9月22日（21日深夜）・10月30日、フジテレビONE）

### テレビドラマ
- 『踊る大空港、(略)』オリジナル再編集版 (2017年2月4日、BS-TBS)

配信ドラマ
- 踊る大空港、或いは私は如何にして 踊るのを止めてゲームのルールを変えるに至ったか。(2016年11月、ネスレシアター / AbemaTV)[42]

### オリジナルビデオ
- ぞくり。3 怪談夜話〜奇妙な呪い〜「ランニング」(2015年6月、十影堂エンターテイメント) - 主演：ランナー 役

### 配信テレビ・アプリ
- 佐藤麗奈&古橋舞悠&橋本瑠果 プレミアム放送（2014年4月7日、AmebaStudio）
- きみだけLIVE『たまには、お話しましょう会』(mixi) - 元アイドリング!!!企画
  - 春(2016年4月3日) ・秋(2016年10月16日)
- 舞台『戦国降臨ガール・インターナショナル TAIWAN』生配信（2017年2月5日、SHOWROOM）
- ホットポットクッキング チャンネル（2017年6月 - 、Instagram Live） - 不定期配信
- アイドルING!!!〜ネクスト育成ング!!!（2017年11月 - 2018年9月、FRESH!）

### 舞台
2015年
- アリスインプロジェクト
  - 『ラストホリディ2015〜終わらない歌〜』(2015年4月29日 - 5月10日、池袋 シアターKASSAI) - 主演：三日月マホ 役
- 劇団K助
  - presents『ステージII』(2015年7月1日 - 5日、新宿 シアターサンモール)
  - 第19回公演『パックンちょ』(2015年8月4日 - 9日、新宿 SPACE 雑遊)
- Bobjack Theater第20回公演『この世の果てまで』(2015年11月26日 - 29日、中野 ポケットスクエア ザ・ポケット) - 袴田樹里 役
- K.B.S.Project act.16『モンパルナスの洋菓子店』(2015年12月19日 - 23日、高田馬場ラビネスト) - リリ 役

2016年
- A.R.P 1月公演『幸せはピンクのアメ車に乗ってやってくる』(2016年1月26日 - 31日、鷹番 千本桜ホール)
- アリスインプロジェクト
  - 『陰陽よろず屋 開業中!』(2016年2月24日 - 28日、築地本願寺ブディストホール) - 主演：南野麦子 役
  - 『アリスインデッドリースクール パラドックス』(2016年8月11日 - 21日、池袋 シアターKASSAI) - 主演：墨尾優 役
- ダックスプロダクション 舞台版『てーきゅう〜先輩とめぐりあう時間たち〜ディレクターズカット』 (2016年3月16日 - 21日、日本芸術専門学校 大森校劇場) - 主演：押本ユリ 役
- ホットポットクッキング 旗揚げ公演『失神タイムスリドル』(2016年4月29日 - 5月2日、新宿村LIVE) - 主演：かなえ 役
- 劇団K助『ウェディング&ハプニング』(2016年5月17日 - 22日、ウッディシアター中目黒)
- SANETTY Produce S Project『楽屋-流れ去るものはやがてなつかしき-』(2016年9月16日 - 19日、中野 ポケットスクエア 劇場MOMO) - 主演

2017年
- アリスインプロジェクト『戦国降臨ガール・インターナショナル TAIWAN』(2017年2月4日 - 5日、台北 南港展覧館) - 織田信長 役
- ホットポットクッキング
  - vol.2『憑依だよ！栗山ハルコさん』(2017年1月13日 - 19日、赤坂RED/THEATER) - フユミ 役
  - vol.3 真夏の短編集『榊原さんは永遠に憂鬱なのかもしれない』(2017年7月26日 - 8月2日、中野 ポケットスクエア 劇場MOMO)
- A.R.P 4月公演『ザ・オールドボーイズ』(2017年4月14日、座・高円寺2) - ゲスト出演
- ポップンマッシュルームチキン野郎 第24回公演『死なない男は棺桶で二度寝する』&『オハヨウ夢見モグラ』(2017年5月3日 - 14日、池袋 シアターKASSAI)
- SANETTY Produce SS企画『追放選挙』(2017年8月23日 - 27日、新宿村LIVE) - AI・アリス 役[43]
- VACAR ENTERTAINMENT『野畑の飼ってた宇宙人』(2017年10月25日 - 29日、池袋 シアターグリーン BIG TREE THEATER) - 日出ヒナタ 役

2018年
- ホットポットクッキング
  - 番外編アトリエ公演『四人』(2018年2月1日 - 4日、高円寺 明石スタジオ)
  - vol.4『GJ』(2018年4月13日 - 22日、赤坂RED/THEATER) - イヨ 役
- 劇団わ『バック・トゥ・ザ・君の笑顔〜お江戸でござる〜』(2018年5月30日 - 6月3日、中目黒キンケロ・シアター) - 吉田夏 役
- 劇団TEAM-ODAC第30回本公演『猫と犬と約束の燈2018-夏』(2018年7月10日 - 16日、代々木 全労済ホール／スペース・ゼロ) - 淀川葉菜 役
- LOVE&ROCK スターズシアター10月本公演『嵐RUN』(2018年10月4日 - 7日、品川 六行会ホール) - ヒロイン
- SANETTY Produce コーエーテクモゲームス『信長の野望・大志-冬の陣- 王道執行〜騎虎の白塩編〜』(2018年11月8日 - 12日、北千住 シアター1010) - 茶々 役
- 女神座ATHENAリーディングライブ『天使の図書室 Vol.5 〜ほっこり♡ホワイトクリスマス☆〜』(2018年12月22日 - 24日、コフレリオ 新宿シアター)

### 声優・吹き替え
- フランス映画『プロヴァンスの休日』(2016年11月発売、インターフィルム)

### 雑誌
- 音事協magazine Vol.25 (2013年11月、日本音楽事業者協会) - 表紙

ムック
- 『LOVE berry』(2016年1月(vol.1) - 2017年7月(vol.8)、徳間書店) - レギュラーモデル

### 広告・イメージモデル
- SPINNS「双子コーデ」モデル (2013年12月、SPINNS) - 実姉・橋本楓と共演
- ｢ACT+I｣ イメージモデル (2017年3月 - 、佐藤産業)

### イベント
- 『ぞくり。3 怪談夜話 奇妙な呪い』DVD発売記念トーク&握手会（2015年6月7日、北沢タウンホール）
- 舞台『陰陽よろず屋 開業中!』チケット販売イベント（2016年2月14日、FOTO-JO高田馬場スタジオ）
- 『Japan Fisherman’s Festival 極旨! さかな祭』トークイベント（2016年3月5日、日比谷公園 小音楽堂ステージ）
- 舞台版『てーきゅう〜先輩とめぐりあう時間たち〜ディレクターズカット』チケット販売イベント（2016年3月6日、神田和泉町 CAFE TREVOLTE）
- 舞台『アリスインデッドリースクール パラドックス』チケット販売イベント（2016年7月31日、池袋 エミココカフェ）
- 舞台『憑依だよ！栗山ハルコさん!』
  - チケット販売イベント個別握手会（2016年11月30日、赤坂 黛スタジオ）
  - 後日イベント サイン握手会（2017年1月21日、西神田 幅ビル）
- 第4回SANETTY公演『ロストマンブルース』前座トークライブ（2016年12月24日、中野 ポケットスクエア テアトルBONBON）
- ACT+I 交流会イベント（2017年3月25日・8月11日、伊勢丹立川店）
- 舞台『榊原さんは永遠に憂鬱なのかもしれない』
  - チケット販売イベント個別握手会（2017年6月24日、西神田 幅ビル）
  - 後夜祭（2017年8月5日、西神田 幅ビル）
- 舞台『四人』
  - チケット販売イベント（2018年1月13日、西神田 幅ビル）
  - 後夜祭（2018年2月10日、池袋 光文社演劇スタジオ）
- 舞台『GJ』後夜祭（2018年4月29日、都内）
- TOKYO IDOL FESTIVAL 2018（2018年8月5日、お台場 フジテレビ特設会場）
- 橋本姉妹〜オンラインファンミーティング〜（2022年4月2日、オンライン）
- 超！喰らいマックス（2022年5月2日、日比谷公園）[44]
- 橋本姉妹〜ファンミーティング〜（2022年6月18日、東京都品川区内某所）
- 第9回 ご当地鍋フェスティバル@日比谷公園（2022年11月27日、日比谷公園） - スペシャルアンバサダー

ライブ
- IJICHI's Living Door
  - 2016年 vol.229 (10月13日、東新宿 真昼の月夜の太陽), vol.236 (12月21日、恵比寿天窓.switch)
- TICA2017 台北國際動漫節『Road to TAIPEI Comic Exhibition』(2017年2月4日 - 5日、台湾・台北 南港展覧館) - コールマスターズ名義